# Rue de Gadagne
Pour les articles homonymes, voir Gadagne.
La rue de Gadagne est une rue piétonne pavée du quartier du Vieux Lyon, dans le 5e arrondissement de Lyon, en France. Les bâtiments qui la bordent sont représentatifs des immeubles lyonnais de la période de la Renaissance. 

## Situation
Son tenant septentrional est la rue de la Loge et son aboutissant, la place du Petit-Collège. Elle précède la rue du Bœuf.

## Histoire
Elle s'appelait autrefois la rue Pierre Vive, nom d'une vieille famille piémontaise installée à Lyon depuis 1492. Ses descendants firent construire entre 1511 et 1525 deux hôtels particuliers jumeaux qui devinrent des musées : le musée d'histoire de Lyon et le musée des arts de la marionnette. La fille de Nicolas Vive y tint au XVIe siècle un brillant salon que fréquentèrent des artistes et des personnalités telles que Clément Marot, Maurice Scève ou Étienne Dolet.
En 1545, le frère de Marie vendit ces biens immobiliers à la famille Gadagne, célèbre famille lyonnaise qui donna son nom à la rue. La rue Gadagne est attestée en 1614.

## Édifices remarquables
Les musées Gadagne : on y accède par la place du petit collège, par les anciennes écuries. Puis un escalier à vis dans une tour polygonale permet d'accéder aux trois étages des galeries.
L'intérieur est très intéressant puisqu'on peut y admirer :
– un puits parsemé de fleurs avec au-dessus un lion tenant un blason dessiné par Philibert Delorme et une fontaine renaissance avec un lavabo à colonnes;
– au rez-de-chaussée, des meubles lyonnais et des coffres à serrures, une cheminée polychrome renaissance aux armes de France ;
– au premier étage, un ensemble de faïences et des meubles signés de l'ébéniste Nogaret, les clefs de la ville telles qu'elles furent présentées à Napoléon en 1805 ;
– au-dessus, une collection de marionnettes, unique au monde, de tous les types : à fil, à tringles, à tige et à gaine. Parmi les nombreux objets exposé, on peut retenir ds lithographies sur la ville de Lyon, une présentation de faïences du XVIIe siècle et du XVIIe siècle, de l'argenterie et un texte enluminé les privilèges des foires de Lyon datant de 1494 ;
– la place du Petit-Collège : le Petit Collège était une annexe du Grand Collège des Jésuites (aujourd'hui le lycée Ampère situé sur la rive droite du Rhône) fut fondé en 1631 par une donation de la famille de Gadagne. Le père Lachaise, connu pour avoir été le confesseur de Louis XIV, en a été un temps le recteur.
L'accès principal de l'ensemble Gadagne est situé sur cette place ;
– la montée du Garillan : elle se compose de 224 marches qui mènent au pied de Fourvière. Son nom proviendrait du capitaine Imbaud de Bletterens, surnommé « le Garillan », qui guerroya en Italie avec Bayard et s'illustra en 1503 à la bataille de Garigliano.

## Accessibilité
Ce site est desservi par la station de métro Vieux Lyon - Cathédrale Saint-Jean.
- Ligne forte C3
- Lignes de bus C14, C19, C20 et 31
- Stations Vélo'v : place Fousseret (angle quai de Bondy) - Quai Romain-Rolland (ancien palais de Justice) - Rue de la Baleine (angle quai Romain-Rolland)